# La Ville de l'or
Pour plus de détails, voir Fiche technique et Distribution.
La Ville de l'or (The Outcasts of Poker Flat) est un film américain réalisé par Christy Cabanne, sorti en 1937.

## Fiche technique
- Titre original : The Outcasts of Poker Flat
- Titre français : La Ville de l'or
- Réalisation : Christy Cabanne
- Scénario : John Twist et Harry Segall d'après une histoire de Bret Harte
- Direction artistique : Van Nest Polglase
- Photographie : Robert De Grasse
- Montage : Ted Cheesman
- Société de production : RKO Pictures
- Pays de production : États-Unis
- Format : Noir et blanc - 1,37:1
- Genre : drame
- Durée : 67 minutes
- Date de sortie : 1937

## Distribution
- Preston Foster : John Oakhurst
- Jean Muir : Miss Helen Colby
- Van Heflin : Révérend Samuel Woods
- Virginia Weidler : 'Luck'
- Margaret Irving : la duchesse
- Frank M. Thomas : Mr Redford
- Si Jenks : Kentuck
- Dick Elliott : Stumpy Carter
- Al St. John : Oncle Billy
- Bradley Page : Sonoma
- Richard Lane : 'High-Grade'
- Monte Blue : Indian Jim
- Billy Gilbert : Charley